# Wilhelm Johansson (lärare)
Wilhelm Johansson (i riksdagen kallad Johansson i Öja), född 5 juni 1843 i Grava socken, död 17 oktober 1926 i Eskilstuna, var en svensk folkskollärare och politiker (liberal).
Wilhelm Johansson utbildade sig till folkskollärare i Karlstad 1861–1863 och hade därefter folkskollärartjänster i Norra Ny från 1864 och i Öja från 1876. Han var liberal riksdagsledamot i andra kammaren 1900–1908 för Väster- och Öster-Rekarne häraders valkrets. I riksdagen engagerade han sig bland annat för förbättrade lärarlöner.